# Chilorhinophis gerardi
Chilorhinophis gerardi — вид змій родини полозових (Colubridae). Мешкає в Африці на південь від Сахари. Вид названий на честь бельгійського лікаря і натураліста Поля Жерара (1886-1961).

## Підвиди
Виділяють два підвиди:
- Chilorhinophis gerardi tanganyikae Loveridge, 1951;
- Chilorhinophis gerardi gerardi (Boulenger, 1913).

## Поширення і екологія
Chilorhinophis butleri мешкають на півночі Зімбабве, півдні Замбії, південному сході ДР Конго і заході Танзанії. Вони живуть в саванах, серед м'якого ґрунту і опалого листя, на висоті до 920 м над рівнем моря.